# Codice diplomatico
Il Codice diplomatico è un'opera che raccoglie in maniera sistematica diplomi e scritti del passato (inventari, repertori, liste di documenti o altri strumenti utili) appartenenti ad un territorio omogeneo sotto l'aspetto politico, ecclesiastico e di tradizione notarile.
La collezione presenta documenti prodotti da o per le massime autorità politiche e religiose o anche dai comuni cittadini, che li hanno conservati e tramandati. Grazie allo studio di tale opera, è possibile risalire alle trasformazioni economiche, politiche, ecclesiastiche e culturali che hanno interessato il territorio d'appartenenza.